# Trisetella hoeijeri
Trisetella hoeijeri är en orkidéart som beskrevs av Carlyle August Luer och Alexander Charles Hirtz. Trisetella hoeijeri ingår i släktet Trisetella och familjen orkidéer. Inga underarter finns listade i Catalogue of Life.

## Bildgalleri

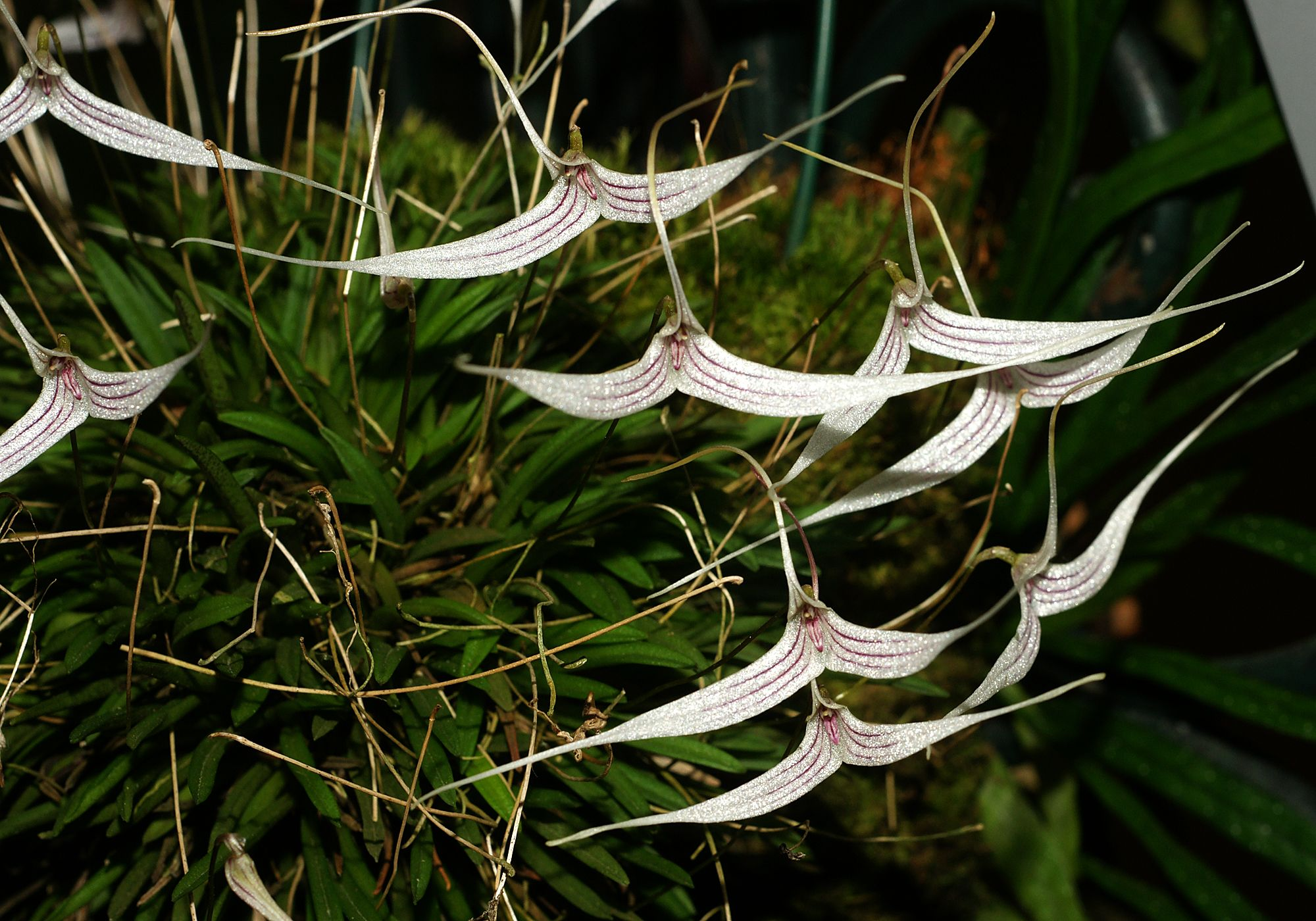
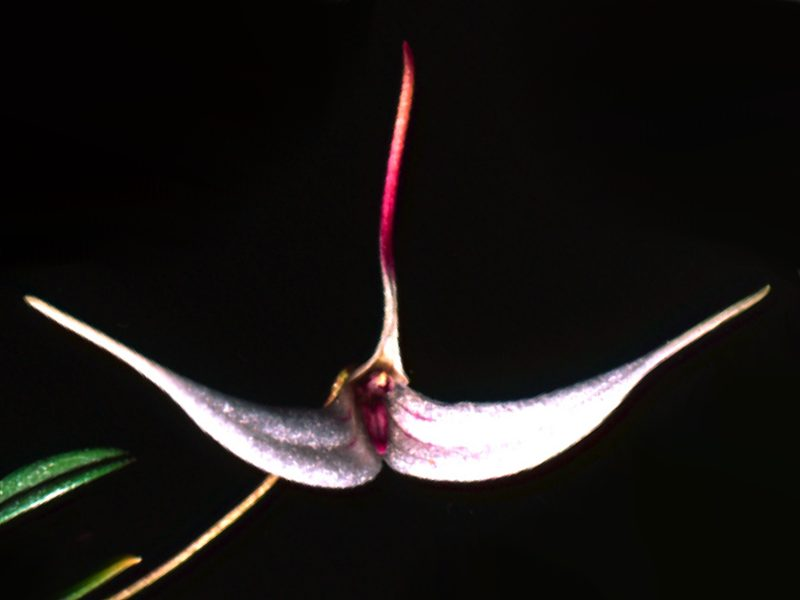